# 奇爾豪伊鎮區 (密蘇里州約翰遜縣)
奇爾豪伊鎮區（英語：Chilhowee Township）是位於美國密蘇里州約翰遜縣的一個行政鎮區。

## 地方資料
奇爾豪伊鎮區的面積為184.24平方千米，當中陸地面積為183.88平方千米，而水域面積為0.36平方千米。根據2020年美國人口普查的數據，當地共有人口1133人，而人口密度為每平方千米6.15人。